# Silvère Ganvoula M'boussy
Silvère Ganvoula M'boussy (Brazzaville, 22 de junio de 1996) es un futbolista congoleño que juega en la demarcación de delantero para la A. C. Monza de la Serie B.

## Biografía
Debutó como futbolista en 2013 con el Patronage Sainte-Anne. Jugó en la Primera División del Congo, donde quedó en la posición trece en liga, y en dieciseisavos de final en copa tras ser eliminado por el Inter Espoir. En 2014 se fue del club para fichar por el Raja Casablanca de Marruecos.

## Selección nacional
Debutó con la selección de fútbol de la República del Congo el 17 de mayo de 2014 en un partido de clasificación para la Copa Africana de Naciones de 2015 contra Namibia. Tras la clasificación fue elegido para formar parte de la selección final para disputar la copa.

### Goles internacionales
| # | Fecha                    | Estadio                                                           | Oponente     | Gol | Resultado | Competición                                             |
| - | ------------------------ | ----------------------------------------------------------------- | ------------ | --- | --------- | ------------------------------------------------------- |
| 1 | 1 de junio de 2014       | Stade Municipal, Pointe-Noire, República del Congo                | Namibia      | 1-0 | 3-0       | Clasificación para la Copa Africana de Naciones de 2015 |
| 2 | 17 de noviembre de 2019  | Estadio Alphonse Massemba-Débat, Brazzaville, República del Congo | Guinea-Bisáu | 2-0 | 3-0       | Clasificación para la Copa Africana de Naciones de 2021 |
| 3 | 7 de septiembre de 2021  | Estadio Alphonse Massemba-Débat, Brazzaville, República del Congo | Senegal      | 1-1 | 1-3       | Clasificación para el Mundial 2022                      |
| 4 | 10 de septiembre de 2023 | Estadio de Marrakech, Marrakech, Marruecos                        | Gambia       | 0-2 | 2-2       | Clasificación para la Copa Africana de Naciones de 2023 |
| 5 | 17 de noviembre de 2023  | Estadio Levy Mwanawasa, Ndola, Zambia                             | Zambia       | 1-1 | 4-2       | Clasificación para el Mundial 2026                      |

## Clubes
| Club                       | País                | Año       | Partidos | Goles |
| -------------------------- | ------------------- | --------- | -------- | ----- |
| Patronage Sainte-Anne      | República del Congo | 2013-2014 |          |       |
| Raja Casablanca            | Marruecos           | 2014-2015 | 5        | 0     |
| Elazığspor                 | Turquía             | 2015-2016 | 18       | 5     |
| KVC Westerlo               | Bélgica             | 2016-2017 | 26       | 9     |
| R. S. C. Anderlecht        | Bélgica             | 2017      | 1        | 0     |
| KVC Westerlo (cedido)      | Bélgica             | 2017      | 0        | 0     |
| RKV Mechelen (cedido)      | Bélgica             | 2017      | 10       | 0     |
| R. S. C. Anderlecht        | Bélgica             | 2017-2018 | 15       | 3     |
| VfL Bochum                 | Alemania            | 2018-2022 | 94       | 23    |
| Círculo de Brujas (cedido) | Bélgica             | 2022      | 5        | 0     |
| VfL Bochum                 | Alemania            | 2022-2023 | 16       | 0     |
| B. S. C. Young Boys        | Suiza               | 2023-2025 | 78       | 18    |
| A. C. Monza                | Italia              | 2025-     | 7        | 0     |

## Palmarés

### Títulos nacionales
| Título             | Club                | País  | Año  |
| ------------------ | ------------------- | ----- | ---- |
| Superliga de Suiza | B. S. C. Young Boys | Suiza | 2024 |